# Pierre Forterre
Pierre Forterre est un officier général français né à Enghien-les-Bains le 14 décembre 1940 et mort le 12 mars 2018 à Paris,.

## Carrière militaire (1961-2001)

### Élève officier
Il rejoint le service service actif le 16 septembre 1961, et intègre l'École spéciale militaire de Saint-Cyr (promotion Bir-Hakeim 1961–1963). A l'issue de cette formation initiale, il choisit le corps des officiers de l’Arme blindée cavalerie.

### Officier subalterne
Après un stage d’application à Saumur, le sous-lieutenant Forterre rejoint le 4e Régiment de Hussards à Besançon pendant un an, où il achève des études scientifiques, puis le 3e Régiment de Hussards à Pforzheim, où il sert comme chef de peloton de reconnaissance, sur engin blindé de reconnaissance (EBR). En 1968, il est muté à l'École nationale des sous-officiers d'active (ENSOA) de Saint-Maixent-l'École : il est alors chef de section de jeunes élèves sous-officiers d’active. Après un stage à l’École d'état-major, il prend le commandement d’un escadron de chars AMX-30 au 4e Régiment de Cuirassiers stationné à Bitche : il est à la tête du 2e escadron durant trois années. Il prépare ensuite un brevet technique à l’Enseignement militaire supérieur scientifique et technique (EMSST).

### Officier supérieur
Il est promu chef d’escadron en 1976. Il retourne en régiment et retrouve la ‘’ Légère ‘’ au 12e Régiment de Chasseurs de Sedan : il est chef du bureau opérations instruction. Muté à l’État major de l'armée de terre (EMAT) en 1980, il entame alors un long parcours au Bureau planification finances (BPF) où il travaille d’abord sur l’élaboration du budget au titre V, ce qui le conduira plus tard aux responsabilités de chef du BFF. 
Le 22 août 1984, il devient chef de corps du 503e Régiment de Chars de combat à Mourmelon. Il est promu au grade de colonel. L’un de ses subordonnés écrira : « Organisateur hors pair, il conduit son régiment de chars AMX 30 B2, à la pointe en matière d’équipements, dans de multiples expérimentations techniques et tactiques au profit de l’état-major des nombreuses délégations étrangères qui viennent le visiter. Officier de très grande valeur, aux qualités intellectuelles exceptionnelles, il a marqué ceux qui ont servi sous ses ordres par son attention aux autres, sa force de caractère et une hauteur de vues emportant l’adhésion de tous. »
Il passe ensuite quatre nouvelles années au BPF.

### Officier général
il est nommé général de brigade en 1990 et devient directeur de cabinet du secrétaire général de la Défense nationale auprès du premier ministre d'alors, Michel Rocard, dans le contexte de la première Guerre du Golfe. En août 1992, il prend le commandement des Écoles de Saint-Cyr Coëtquidan, responsabilité qu’il assume pendant trois ans. De février 1996 à décembre 1997, il commande l'Eurocorps dont l’État-major est à Strasbourg : il est le premier général français à sa tête. Enfin, il est nommé commandant de la Force d'action terrestre à Lille, commandement qu’il exerce pendant trois ans jusqu'en juin 2001. Les rang et appellation de général d’armée lui sont conférés le 1er août 2000,  A cette époque, Il est nommé par trois fois au Conseil supérieur de l'armée de terre,,.

## Carrière civile (2001-2012)
Pierre Forterre quitte le service actif le 1er août 2001 pour être nommé conseiller d’Etat en service extraordinaire. Par la suite, il est nommé par décret du 7 novembre 2008 membre de la Commission pour la transparence financière de la vie politique. Il est renouvelé dans ses fonctions par décret du 7 novembre 2012. Il est nomme par arrêté du 4 mai 2012 président du bureau du vote électronique pour l'élection de députés par les Français établis hors de France.

## Engagement associatif
Pierre Forterre sera, entre 2008 et 2014, administrateur de la Fédération 50 des Communautés de l’Arche, fondée par Jean Vanier pour accueillir les personnes en situation de handicap.

## Décorations
Le général d'armée Pierre Forterre était :
- Commandeur de la Légion d'honneur
- Officier de l'ordre national du Mérite